# Bezostruška
Bezostruška (lat. Aceras), nekadašnji rod trajnica iz porodice orhideja. Danas su sve vrste prekalsificirane u rodove vratiželjka (Anacamptis), Chamorchis, mačje uho (Herminium), kozonoška (Himantoglossum), Neotinea i kaćun (Orchis).

## Sinonimi
- Aceras affine Boiss. = Himantoglossum caprinum (M.Bieb.) Spreng.
- Aceras alpinum (L.) Steud. = Chamorchis alpina (L.) Rich.
- Aceras angustifolium Lindl. = Herminium lanceum (Thunb. ex Sw.) Vuijk
- Aceras angustifolium var. longicrure (C.Wright ex A.Gray) Miq. = Herminium lanceum (Thunb. ex Sw.) Vuijk
- Aceras anthropomorphum (Pers.) Sm. = Orchis anthropophora (L.) All.
- Aceras anthropophorum (L.) R.Br. =  Orchis anthropophora (L.) All.
- Aceras anthropophorum f. angustatum (Rouy) Maire = Orchis anthropophora (L.) All.
- Aceras anthropophorum f. apiculatum Höppner = Orchis anthropophora (L.) All.
- Aceras anthropophorum f. latior (Rouy) Maire =  Orchis anthropophora (L.) All.
- Aceras anthropophorum f. purpurata Balayer = Orchis anthropophora (L.) All.
- Aceras anthropophorum var. angustatum Rouy = Orchis anthropophora (L.) All.
- Aceras anthropophorum var. latior Rouy = Orchis anthropophora (L.) All.
- Aceras bolleanum Siehe = Himantoglossum caprinum (M.Bieb.) Spreng.
- Aceras calcaratum Beck = Himantoglossum calcaratum (Beck) Schltr.
- Aceras caprinum (M.Bieb.) Lindl. = Himantoglossum caprinum (M.Bieb.) Spreng.
- Aceras densiflorum (Brot.) Boiss. = Neotinea maculata (Desf.) Stearn
- Aceras densiflorum f. bifidum J.A.Guim. = Neotinea maculata (Desf.) Stearn
- Aceras densiflorum f. tridentatum J.A.Guim. = Neotinea maculata (Desf.) Stearn
- Aceras duquesneyi Rchb.f. = Anacamptis duquesneyi (Rchb.f.) J.M.H.Shaw
- Aceras formosum (Steven) Lindl. = Himantoglossum formosum (Steven) K.Koch
- Aceras fragrans Kotschy ex Soó = Orchis punctulata Steven ex Lindl.
- Aceras hircina var. caprina (M.Bieb.) Rchb.f. =  Himantoglossum caprinum (M.Bieb.) Spreng.
- Aceras hircinum (L.) Lindl. = Himantoglossum hircinum (L.) Spreng.
- Aceras hircinum var. calamistratum Gallé = Himantoglossum hircinum var. hircinum
- Aceras hircinum var. calcaratum (Beck) Beck = Himantoglossum calcaratum (Beck) Schltr.
- Aceras hircinum var. divergens Gallé = Himantoglossum hircinum var. hircinum
- Aceras hircinum var. forcipula Gallé = Himantoglossum hircinum var. hircinum
- Aceras hircinum var. thuringiacum M.Schulze = Himantoglossum hircinum var. hircinum
- Aceras intactum (Link) Rchb.f. = Neotinea maculata (Desf.) Stearn
- Aceras lanceum (Thunb. ex Sw.) Steud. = Herminium lanceum (Thunb. ex Sw.) Vuijk
- Aceras longibracteatum Rchb.f. = Himantoglossum robertianum (Loisel.) P.Delforge
- Aceras longibracteatum var. gallica (Lindl.) Rchb.f. = Himantoglossum robertianum (Loisel.) P.Delforge
- Aceras longibracteatum var. sicula (Lindl.) Rchb.f. = Himantoglossum robertianum (Loisel.) P.Delforge
- Aceras longicrure C.Wright ex A.Gray = Herminium lanceum (Thunb. ex Sw.) Vuijk
- Aceras maculatum (Desf.) Gren. = Neotinea maculata (Desf.) Stearn
- Aceras pyramidale (L.) Rchb.f. = Anacamptis pyramidalis (L.) Rich.
- Aceras pyramidalis var. brachystachys (d'Urv.) Rchb.f. = Anacamptis pyramidalis (L.) Rich.
- Aceras secundiflorum (Bertol.) Lindl. = Neotinea maculata (Desf.) Stearn
- Aceras vayredae K.Richt. = Neotinea maculata (Desf.) Stearn